# Pales campicola
Pales campicola là một loài ruồi trong họ Tachinidae.